# Pojištění domácnosti
Pojištění domácností snižuje finanční výdaje na znovupořízení majetku zapříčiněné živelními katastrofami, výbuchem, vypálením, krádežemi, vandalizmem, nebo dalšími neočekávanými událostmi.

## Pojištění domácností
Pojištění domácnosti může sjednat, kdo bydlí v domácnosti nebo je majitelem nemovitosti. Pojištění domácnosti představuje produkt, který po finanční stránce kryje proti nežádoucím vlivům, kterými mohou být živelní katastrofy, havárie, úmyslná poškození, nebo krádeže.

## Cena pojištění domácností
Cena pojištění domácnosti v sobě zahrnuje krytí pojistné události, spoluúčast a lokalitu ve které se nachází příslušná domácnost.

## Pojistná částka
Pojistná částka má odpovídat hodnotě majetku domácnosti. Jestliže by pojistná částka neodpovídala hodnotě majetku domácnosti a byla by nižší, hrozí podpojištění, v opačném případě přepojištění. V prvním případě hrozí nízké plnění při pojistné události. Ve druhém případě by splátka pojistného byla zbytečně vysoká, protože pojišťovna v případě pojistné události bude plnit maximálně do výše hodnoty majetku. Když by byla domácnost pojištěna u více pojišťoven, plnit se bude v případě pojistné události pouze u jedné z nich.

## Rozšíření pojištění domácností
Pojištění domácnosti lze obvykle rozšířit i o další druhy pojištění jako je pojištění odpovědnosti členů domácnosti a úrazové pojištění. Tímto pojištěním lze pojistit taktéž peníze a ceniny, cenné papíry, klenoty, šperky, drahé kovy a kameny, audiovizuální a výpočetní techniku, fotografické přístroje, jízdní kola, kuchyňské a jiné domácí přístroje a osobní věci členů domácnosti.

## Vícenásobné pojištění domácnosti
Pro jednu domácnost lze sjednat i vícero pojištění. Pokud se tato pojištění vzájemně ani tak nedoplňují, jako spíše svým krytím překrývají, je obtížné a nejednoznačné předvídat, jak a nakolik by pojišťovny takovou škodnou pojistnou událost opravdu hradily. Vícenásobné pojištění totiž automaticky neznamená znásobení pojistného plnění. A ani pojistní poradci na tuto možnosti neumí předem poskytnout jednoznačnou odpověď.